# AMX-13 DCA
Lo AMX-13 DCA (Defénse Contre Avions) fu un semovente antiaereo sviluppato dalla ditta francese Atelier de Construction di Issy-les-Moulineaux (AMX), nel corso degli anni sessanta del XX secolo. L'armamento principale consisteva in due cannoni Hispano-Suiza HSS-831A del calibro di 30 mm, installato in una torretta corazzata di nuovo tipo. Come scafo fu scelto una apposita versione del carro leggero AMX-13.

## Sviluppo
Nel corso degli anni cinquanta l'esercito francese, preoccupato di fornire un'adeguata protezione alle colonne avanzanti, studio e provò alcuni prototipi di sistemi contraerei semoventi, con cui sostituire gli obsoleti sistemi M16 Alcuni esemplari verranno realizzati montando, prima della consegna, l'affusto M45 su veicoli realizzati come M13 di origine statunitense allora in servizio. Nei primi anni sessanta del XX secolo venne prescelto lo scafo del carro leggero AMX-13 allora in fase di entrata in servizio. Fu allestito un primo prototipo, dotato di un cannone Bofors L70 da 40 mm installato in una torretta ruotante, che però non diede esito positivo. Fu allora studiata l'installazione sullo scafo, in posizione leggermente arretrata, di una nuova torretta in acciaio costruita dalla SAMM, designata Modèle S 401, con spigoli arrotondati, equipaggiata con una coppia di cannoni Hispano-Suiza HSS-831A da 30 mm. Il nuovo veicolo fu ufficialmente designato AMX-13 DCA (Defénse Contre Avions), e alla sua realizzazione concorsero gli Atelier de Construction di Issy-les-Moulineaux che fornirono lo scafo, la CGT (ribattezzata in seguito Thomson-CSF) che costruiva il radar e gli elementi elettronici ad esso associato, e la ditta svizzera Hispano-Suiza che fornì armi e munizionamento.

## Tecnica

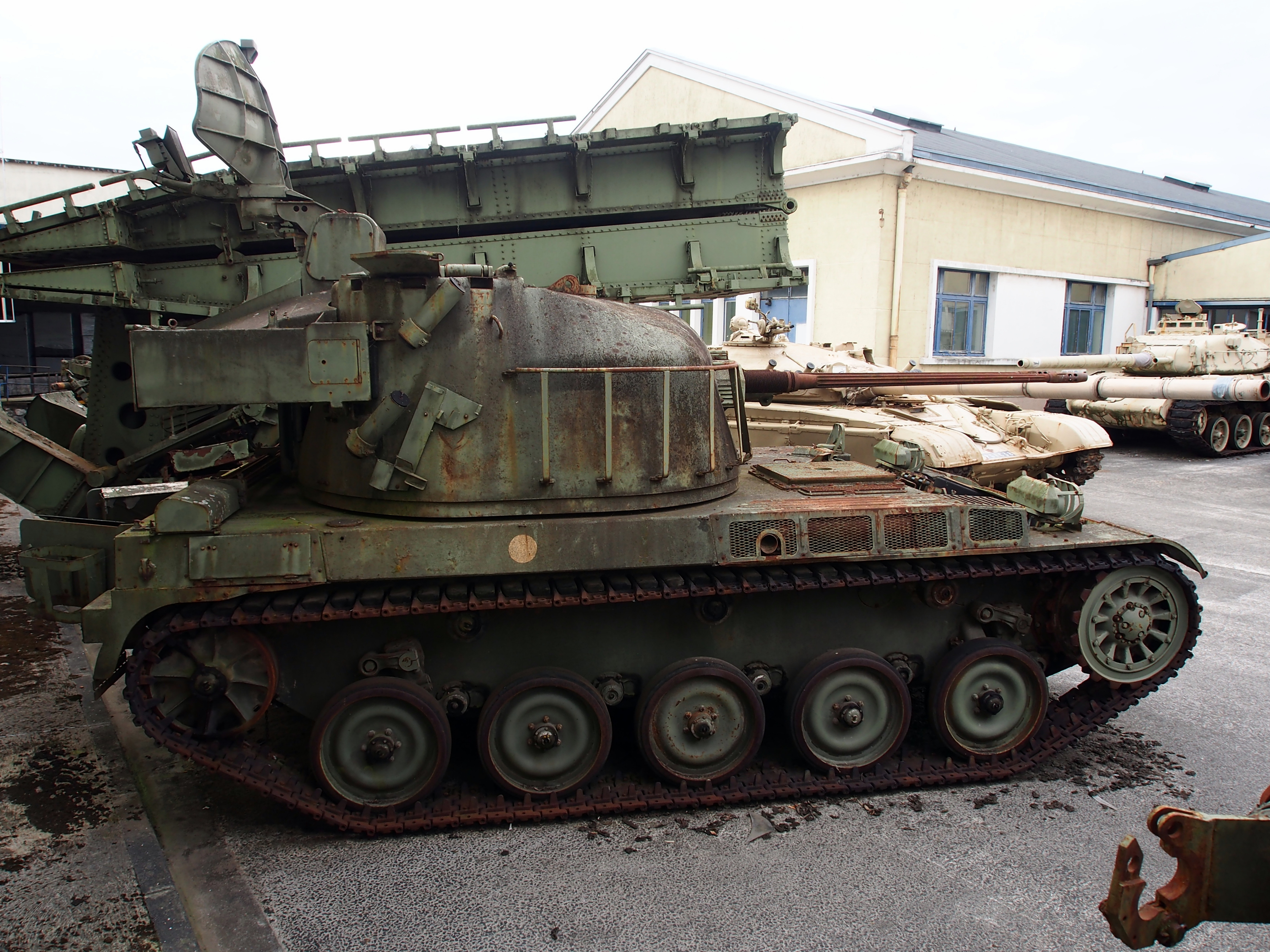
Ulteriore viste dell'AMX-13 DCA bi-tube esposto al Musée des Blindés di Saumur.

Lo scafo del semovente, era quello del carro leggero AMX-13, dotato di sospensione a barre di torsione, con 5 rulli portanti doppi gommati per ciascun lato, con la ruota motrice posta dietro a quella di rinvio avanti, e tre rulli di guida. La motorizzazione verteva sul motore a benzina SOFAM 8Gxb a 8 cilindri raffreddato ad acqua, posizionato posteriormente, ed erogante la potenza di 254 CV (186,6 kW).
Il semovente disponeva di un equipaggio formato da tre persone, il pilota posizionato sulla parte anteriore sinistra dello scafo, mentre in torretta si trovavano il cannoniere e il capopezzo posti rispettivamente a sinistra e a destra dell'armamento. Ogni membro dell'equipaggio, per uscire dal veicolo, disponeva di un proprio portello.
L'armamento principale consisteva in un cannone binato HSS-831A da 30 mm dotato di un'elevazione che variava da -5° a +85°, a una velocità di 45° al secondo, installato in una torretta ruotante sui 360° alla velocità di 80°/sec. Ogni canna disponeva di 300 colpi, e sparava in tre modalità: a colpo singolo, a raffiche variabili tra i 5 e i 15 colpi, e in modalità completamente automatica. La gittata massima, in modalità antiaerea, era di 3.500 m, e poteva ingaggiare bersagli terrestri con notevole efficacia. Sulla parte posteriore della torretta si trovava il radar di scoperta aerea Thomson-CSF RD515 Œil Noir, dotato di antenna ripiegabile in una delle gabbie posizionate all'esterno della torretta. Inoltre vi era un sistema secondario ottico per il tiro antiaereo, e un apposito sistema di puntamento per il tiro contro bersagli terrestri. Su ogni lato della torretta vi erano un tre lancia-fumogeni a canna singola, a comando elettrico.

## Impiego operativo

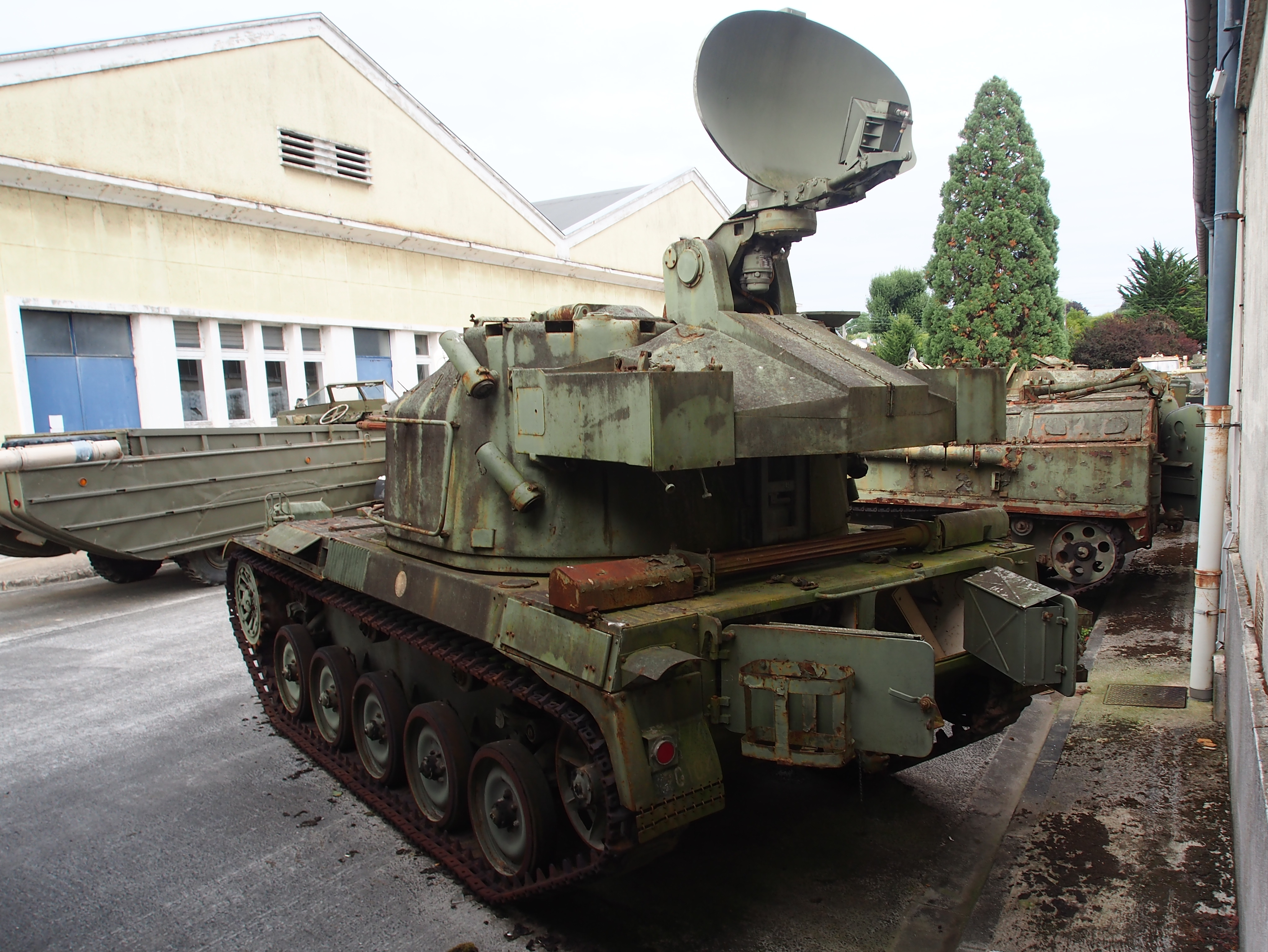
Vista posteriore dell'esemplare esposto presso il Musée des Blindés di Saumur, Francia

Il prototipo AMX-13 DCA fu terminato nel 1960, ma dovette aspettare quattro anni prima di disporre di un efficiente sistema radar.
Al termine delle lunghe prove, effettuate tra il 1962 e il 1965, il nuovo semovente contraereo ottenne, nel 1966, un ordine di produzione dall'esercito francese di 60 esemplari, che furono tutti consegnati entro il 1969. Durante il servizio emersero i limiti del radar Thomson-CSF RD515 Œil Noir 1, che scopriva bersagli in volo ad una distanza massima di 12 km, ed a un'altitudine massima di 3.000 m. In più il lungo impulso radar emesso, pari a 7 microsecondi, e la scarsa scansione dell'antenna, 10 gradi, costituivano un limite all'impiego operativo. Comunque il semovente fu assegnato alla difesa contraerea delle colonne corazzate, con il compito di impegnare aerei ed elicotteri in volo a bassa quota, rimanendo a lungo in servizio, fino a quando non fu sostituito dal sistema missilistico superficie-aria Roland. Durante il corso del servizio venne installato, a disposizione del capocarro, un sistema di visione notturna agli infrarossi, un telemetro laser e un computer di tiro asservito al radar.
Nel corso degli anni settanta la torretta DCA, migliorata, fu installata sullo scafo del carro pesante AMX-30 ma non ottenne alcun ordine di produzione da parte dell'esercito francese, ma uno di 53 esemplari di una versione modificata, dall'Arabia Saudita, tutti consegnati entro il 1984.

### Annotazioni
1. ↑  Si trattava dei sistemi M16 MGMC (Multiple Gun Motor Carriage), su telaio M3 Half-track, dotati dell'affusto Maxson M45 armato con quattro mitragliatrici Browning M2 da 12,7 mm.
2. ↑  L'attuale ditta Oerlikon-Bührle.
3. ↑  Il munizionamento comprondeva proiettili HEI, HEI-T, SAPHEI-TP, TP-T e TP.
4. ↑  Si trattava dell'AMX-30SA, su scafo WMX-30, equipaggiata con radar Thomson-CSF Œil Vert.

### Fonti
1. 1 2 3 4 5 6 7 8 9 10  Drago, Boroli 1992-94, p. 7.
2. ↑  Haskew 2011, p. 82.
3. 1 2 3 4 5  Chant 2014, p. 101.
4. 1 2 3  Haskew 2011, p. 83.